# Ctenuchidia subcyanea
Ctenuchidia subcyanea là một loài bướm đêm thuộc phân họ Arctiinae, họ Erebidae.